# ペッター・ヘグレ
ペッター・ヘグレ（Petter Hegre, 1969年 - ）は、ノルウェーの写真家。
作品のメインは女性ヌード。

## 来歴
ノルウェーのスタヴァンゲル生まれ。米国サンタ・バーバラのブルック写真インスティテュート卒業。
リチャード・アヴェドンの助手として働いたあと、ノルウェーに帰り自分のスタジオを開いて活動する。
2000年に発表した『マイ・ワイフ』で評価され、引き続き写真集『ロシアン・ロリータ』、『ルバ』(2003)が世界的に人気を得る。若い女性モデルの、自然な雰囲気を持つヌード写真で知られる。
2001年 "The Mammoth Book of Erotic Photograph" は、世界を代表するエロティック写真家の第1位にヘグレを選び、2001年度エロティック・オスカーでは最優秀写真家賞を受賞している。ネット上に人気サイト「ヘグレ・アーカイブ」を公開している。

## 人物
- ルーバ・シュメイコと再婚した。ルーバはヨガのパフォーマー、モデルである。彼女をモデルとしたヌード写真集も好評を博した。

- 「私の作品ではヴァギナはセックスシンボルではなく神秘的な世界の源となっている。そのためモデルは誰もが喜びに溢れ、自信に満ちている。日本では女性器はタブーとされているそうだが、女性の美を切り取った作品が猥褻なものと判定されるなどあってはならないことだ」。[2]

## アート写真集
- My Wife.(2000）ISBN 3-908163-28-5
- Luba.(2nd. 2003) ISBN 3-03766-447-9
- Russian Lolita.(2002) ISBN 3-934020-16-X
- Wild Shaven Angel. (2003) ISBN 3-934020-19-4
- 100 naked Girls. (2005) ISBN 3-03766-550-5
- Luba and Girlfriends. (2005) ISBN 3-934020-62-3
- Yoga Pur (2015) 著者：Petter Hegre, Inge Schops